# Olinto (mitologia)
Olinto, na mitologia grega, foi um personagem associado à cidade de Olinto, na Calcídica.
Segundo Hegesander, citado por Ateneu de Náucratis, ele era um filho de Héracles e Bolbê. Havia um monumento a Olinto na Calcídica, perto de Apolônia e do rio Olinto, que deságua no lago Bolbe.
Segundo o mitógrafo Conon, citado por Fócio, ele foi um dos três filhos de Estrimão, rei da Trácia, que deu nome ao rio Estrimão. Os três filhos de Estrimão eram Brangas, Reso e Olinto. Reso lutou na Guerra de Troia ao lado dos troianos e foi morto por Diomedes. Olinto foi morto por um leão durante uma caçada. Brangas construiu um monumento no local onde seu irmão foi morto pelo leão, e se mudou para Sitônia, onde deu o nome do seu irmão a uma cidade (Olinto).